# Monte Genuardo e Santa Maria del Bosco
Monte Genuardo e Santa Maria del Bosco este o arie protejată (arie specială de conservare — SAC, sit de importanță comunitară — SCI) din Italia întinsă pe o suprafață de 2.683 ha, integral pe uscat.

## Localizare
Centrul sitului Monte Genuardo e Santa Maria del Bosco este situat la coordonatele 37°41′57″N 13°09′35″E / 37.699167°N 13.159722°E.

## Înființare
Situl Monte Genuardo e Santa Maria del Bosco a fost declarat sit de importanță comunitară în septembrie 1995 pentru a proteja 1 specie de plante și 19 specii de animale. Situl a fost protejat și ca arie specială de conservare în decembrie 2015.

## Biodiversitate
Situată în ecoregiunea mediteraneană, aria protejată conține 12 habitate naturale: Tufărișuri termo-mediteraneene și de pre-deșert, Păduri de Castanea sativa, Fânețe de joasă altitudine (Alopecurus pratensis, Sanguisorba officinalis), Păduri de stejar alb estice, Galerii de Salix alba și de Populus alba, Lacuri eutrofice naturale cu vegetație de tip Magnopotamion sau Hydrocharition, Pseudostepă cu ierburi și specii anuale de Thero-Brachypodietea, Păduri de Quercus suber, Păduri de Quercus ilex și Quercus rotundifolia, Grohotișuri termofile și vest-mediteraneene, Matorral arborescenți cu Laurus nobilis, Pante stâncoase calcaroase cu vegetație casmofită.
La baza desemnării sitului se află mai multe specii protejate:
- plante (1): Leontodon siculus
- păsări (18): ciocârlie-de-câmp (Alauda arvensis), Alectoris graeca whitakeri, fâsă-de-câmp (Anthus campestris), Aquila fasciata, ciocârlie-cu-degete-scurte (Calandrella brachydactyla), dumbrăveancă (Coracias garrulus), prepeliță (Coturnix coturnix), Falco biarmicus, șoim călător (Falco peregrinus), rândunică (Hirundo rustica), capîntortură (Jynx torquilla), sfrânciocul cu frunte neagră (Lanius minor), sfrâncioc cu cap roșu (Lanius senator), ciocârlie de pădure (Lullula arborea), ciocârlie de bărăgan (Melanocorypha calandra), gaia neagră (Milvus migrans), pietrar mediteranean (Oenanthe hispanica), turturică (Streptopelia turtur)
- reptile (1): Emys trinacris

Pe lângă speciile protejate, pe teritoriul sitului au mai fost identificate 83 de specii de plante, 1 specie de păsări, 3 specii de amfibieni, 4 specii de mamifere, 19 specii de nevertebrate, 4 specii de reptile.